# Handley Page Halifax
Хэндли Пейдж «Галифакс» (англ. Handley Page Halifax) — британский четырёхмоторный тяжёлый бомбардировщик времён Второй мировой войны; современник знаменитого «Авро Ланкастера», «Галифакс» оставался на вооружении до конца войны.
Кроме Королевских ВВС, состоял на вооружении Австралийских ВВС, Новозеландских ВВС, Канадских ВВС, а также ВВС Франции, ВВС Пакистана и ВВС Египта.
Первый свой налёт «Галифаксы» совершили в ночь с 11 на 12 марта 1941 года на захваченный немцами французский порт Гавр.
За время службы в Королевских ВВС «Галифаксы» совершили 82 773 самолёто-вылета и сбросили 224 тыс. тонн авиабомб.
Всего, до апреля 1945 года, было построено 6178 «Галифаксов» различных модификаций; в небе и на аэродромах было потеряно 1833 самолёта.

## Тактико-технические характеристики
Приведены данные модификации Mk.III.
Источник данных: Moyes, 1965, p. 12; Bingham, 1986, p. 170.

Технические характеристики
- Экипаж: 7
- Длина: 21,82 м
- Размах крыла: 30,18 м (у поздних вариантов 31,75 м)
- Высота: 6,32 м
- Площадь крыла: 116,13 м² (у поздних вариантов 118,45 м²)
- Профиль крыла: NACA 23021 - корень крыла, NACA 23009 - законцовки
- Масса пустого: 17 345 кг
- Максимальная взлётная масса: 29484 кг
- Максимальная посадочная масса: 24 948 кг
- Объём топливных баков: 12 220 л
- Силовая установка: 4 × воздушного охлаждения Bristol Hercules XVI
- Мощность двигателей: 4 × 1615 л. с. (4 × 1205 кВт)

Лётные характеристики
- Максимальная скорость:  
  - 447 км/ч на высоте 1829 м
  - 454 км/ч на высоте 4115 м
- Крейсерская скорость: 346 км/ч на высоте 6096 м
- Практическая дальность:  
  - с 5228 л топлива и 5897 кг бомб: 1658 км
  - с 9029 л топлива и 3175 кг бомб: 3195 км
- Практический потолок:  
  - при нормальной взлётной массе: 7315 м
  - при максимальной взлётной массе: 6096 м
- Скороподъёмность: 4,88 м/с
- Время набора высоты: 6096 м
  - при нормальной взлётной массе: 37,5 мин
  - при максимальной взлётной массе: 50 мин
- Нагрузка на крыло: 223,1 кг/м²
- Тяговооружённость: 195 Вт/кг

Вооружение
- Стрелково-пушечное:  
  - 1 × 7,7 мм пулемёт Виккерс «K» с 300 патр. в носовой кабине
  - 2 × 4 × 7,7-мм пулемётов Браунинг с 1160 патр. каждый в установках «Болтон Пол» сверху фюзеляжа и в хвосте
- Боевая нагрузка: 5897 кг
- Бомбы:  
  - 6 × 454 кг и 2 × 907 кг или
  - 1 × 3629 кг  или
  - 2 × 1814 кг  или
  - 4 × 907 кг  или
  - 8 × 454 кг  или
  - 2 × 680 кг мины и 6 × 227 кг бомб или
  - 9 × 227 кг в фюзеляже и 6 × 227 кг в крыле

## Сравнение с другими аналогичными самолётами
| Название                      | Пе-8                                                     | Boeing B-17 Flying Fortress    | Handley Page Halifax                         | Vickers Wellington            | Short Stirling                | Focke-Wulf Fw 200 Condor                            |
| ----------------------------- | -------------------------------------------------------- | ------------------------------ | -------------------------------------------- | ----------------------------- | ----------------------------- | --------------------------------------------------- |
| Фото                          |                                                          |                                |                                              |                               |                               |                                                     |
| Страна                        | Союз Советских Социалистических Республик                | Соединённые Штаты Америки      | Великобритания                               | Великобритания                | Великобритания                | Нацистская Германия                                 |
| Производитель                 | КАПО                                                     | Boeing Vega Douglas            | Handley Page                                 | Vickers-Armstrongs            | Short Brothers                | Focke-Wulf Flugzeugbau GmbH                         |
| Длина                         | 23,59 м                                                  | 22,66 м                        | 21,86 м                                      | 19,68 м                       | 26,6 м                        | 23,46 м                                             |
| Размах крыла                  | 39,13 м                                                  | 31,62 м                        | 30,18 м (31,75 м)                            | 26,26 м                       | 30,2 м                        | 32,84 м                                             |
| Площадь крыла                 | 188,6 м²                                                 | 131,92 м²                      | 116,13 м² (118,45 мм²)                       | 78,04 м²                      | 135,64 м²                     | 118 м²                                              |
| Масса пустого                 | 19 986 кг                                                | 16 391 кг                      | 17 345 кг                                    | 8 417 кг                      |                               | 12 960 кг                                           |
| Боевая нагрузка               | 5000 кг                                                  | 2300 кг                        | 5897 кг                                      | 2041 кг                       | 6350 кг                       | 2100 кг                                             |
| Максимальная взлётная масса   | 35 000 кг                                                | 29 710 кг                      | 29 710 кг                                    | 12 927 кг                     | 31 751 кг                     | 22 720 кг                                           |
| Двигатель                     | 4 × V-12 АМ-35А                                          | 4 × Wright R-1820-97 «Cyclone» | 4 × Bristol Hercules XVI                     | 2 × Bristol Pegasus Mk. XVIII | 4 × Bristol Hercules XI       | 4 × Брамо-323К-2 Фафнир                             |
| Максимальная тяга             | 4 × 1350 л. с. (4 × 1000 кВт)                            | 4 × 1200 л. с.                 | 4 × 1615 л. с. (4 × 1205 кВт)                | 2 × 1050 л. с. (2 × 783 кВт)  | 4 × 1590 л. с. (4 × 1186 кВт) | 4 × 1200 л. с.                                      |
| Максимальная скорость         | 443 км/ч                                                 | 516 км/ч                       | 454 км/ч                                     | 378 км/ч                      | 418 км/ч                      | 360 км/ч                                            |
| Крейсерская скорость          | 400 км/ч                                                 | 400 км/ч                       | 346 км/ч                                     |                               | 346 км/ч                      | 332 км/ч                                            |
| Боевой радиус                 | 3600 км                                                  | 3219 км                        | 1658 км                                      | 2905 км                       | 1191 км                       | 3536 км                                             |
| Практический потолок          | 9 300 м                                                  | 10 850 м                       | 7 315 м                                      | 5 486 м                       | 5 030 м                       | 5 800 м                                             |
| Скороподъёмность              | 5,9 м/с                                                  | 4,6 м/с                        | 4,88 м/с                                     | 5,34 м/с                      | 1,82 м/с                      | н/д                                                 |
| Тяговооружённость             | 140 Вт/кг                                                | 150 Вт/кг                      | 195 Вт/кг                                    | 130 Вт/кг                     | 176 Вт/кг                     | н/д                                                 |
| Стрелково-пушечное вооружение | 2× 20 мм пушки; 2× 12,7 мм пулемёты; 2× 7,62 мм пулемёта | 12× 12,7 мм                    | 1 × 7,7 мм пулемёт; 2 × 4 × 7,7 мм пулемётов | 6-8 пулеметов                 | 8 × 7,7 мм пулемётов          | 2×7,92-мм пулемёта; 3×13 мм пулемета; 1×20 мм пушка |